# José Vera Jardim
José Eduardo Vera Cruz Jardim (ur. 2 stycznia 1939 w Ponte de Sor) – portugalski polityk i prawnik, parlamentarzysta, w latach 1995–1999 minister sprawiedliwości.

## Życiorys
Ukończył studia prawnicze na Uniwersytecie Lizbońskim. Podjął praktykę w zawodzie adwokata. Działacz Partii Socjalistycznej. Współtworzył stowarzyszenie DECO zajmujące się ochroną praw konsumentów. Był sekretarzem stanu do spraw handlu zagranicznego w drugim i trzecim rządzie tymczasowym. Z ramienia socjalistów wchodził w skład Zgromadzenia Republiki V, VI, VII, VIII, IX, X i XI kadencji (po raz ostatni wybrany na posła w 2009). Od października 1995 do października 1999 sprawował urząd ministra sprawiedliwości w rządzie Antónia Guterresa. W 2016 powołany na przewodniczącego Comissão da Liberdade Religiosa, państwowej komisji do spraw wolności religijnej.